# Manimutharu
Manimutharu là một thị xã panchayat của quận Tirunelveli thuộc bang Tamil Nadu, Ấn Độ.

## Nhân khẩu
Theo điều tra dân số năm 2001 của Ấn Độ, Manimutharu có dân số 12.290 người. Phái nam chiếm 49% tổng số dân và phái nữ chiếm 51%. Manimutharu có tỷ lệ 74% biết đọc biết viết, cao hơn tỷ lệ trung bình toàn quốc là 59,5%: tỷ lệ cho phái nam là 80%, và tỷ lệ cho phái nữ là 68%. Tại Manimutharu, 11% dân số nhỏ hơn 6 tuổi.